# Amanda Foreman (Schauspielerin)
Amanda Foreman (* 15. Juli 1966 in Los Angeles, Kalifornien) ist eine US-amerikanische Schauspielerin.

## Leben
Amanda Foreman ist die Tochter von Linda Lawson (1936–2022), einer Schauspielerin, und dem Filmproduzenten John Foreman (1925–1992). Ihre jüngere Schwester ist die Schauspielerin Julie Foreman.
In den Jahren 1998 bis 2002 spielte Foreman in der Fernsehserie Felicity die Rolle der Meghan Rotundi, der Mitbewohnerin der Hauptfigur. Eine wiederkehrende Rolle hatte sie von 2003 bis 2006 in der Serie Alias – Die Agentin. Des Weiteren war sie in 17 Folgen von What About Brian zu sehen. Kleine Nebenrollen hatte sie auch in den Filmen Star Trek und Star Trek Into Darkness. Diese beiden Filme und die drei Serien wurden jeweils von J. J. Abrams produziert. Verschiedene Gastauftritte hatte sie in Six Feet Under – Gestorben wird immer, Emergency Room – Die Notaufnahme, Dr. House und Grey’s Anatomy. Sie war von 2009 bis 2011 in fünf Folgen in der Rolle der Katie Kent in Private Practice zu sehen. In der Serie Parenthood verkörperte sie in den ersten drei Staffeln die Rolle der Suze Lessing.

## Filmografie (Auswahl)
- 1989: The Preppie Murder
- 1998: In guten wie in schlechten Tagen (To Have & to Hold, Fernsehserie, Folge 1x09)
- 1998–2002: Felicity (Fernsehserie, 68 Folgen)
- 1999: Nash Bridges (Fernsehserie, 2 Folgen)
- 2003: Six Feet Under – Gestorben wird immer (Six Feet Under, Fernsehserie, Folge 3x08)
- 2003–2006: Alias – Die Agentin (Alias, Fernsehserie, 8 Folgen)
- 2006–2007: What About Brian (Fernsehserie, 17 Folgen)
- 2007: All I want for Christmas
- 2008: Emergency Room – Die Notaufnahme (ER, Fernsehserie, Folge 14x16)
- 2009: In Plain Sight – In der Schusslinie (In Plain Sight, Fernsehserie, Folge 2x02)
- 2009–2011: Private Practice (Fernsehserie, 5 Folgen)
- 2010: Grey’s Anatomy (Fernsehserie, Folge 7x06)
- 2010–2012: Parenthood (Fernsehserie, 9 Folgen)
- 2011: Criminal Minds: Team Red (Fernsehserie, Folge 1x06)
- 2011: Dr. House (House, Fernsehserie, Folge 8x08)
- 2013–2014: Awkward – Mein sogenanntes Leben (Awkward., Fernsehserie, 4 Folgen)
- 2013: Star Trek Into Darkness